# Iglesia de El Salvador (Carcastillo)
La iglesia de El Salvador es un templo católico de la localidad española de Carcastillo, en Navarra, construido hacia mediados del siglo XIII y de estilo cisterciense. 

## Historia
Consagrada en el año 1237, parece claro que es anterior a tal fecha. Se habla de ella ya tanto en 1093 como en 1099 así como posteriormente hacia 1166, con el acuerdo entre el Abad Bertrando y los Canónigos de  Montearagón (Huesca).De la época de su construcción original destaca aún el ara del altar mayor, de estilo románico. Desde el 1166 se tiene constancia, con la cesión de los de Montearagón, de su vinculación con el Monasterio de la Oliva.
A principios del siglo XX el consistorio municipal propone «la construcción de un nuevo campanario sobre la torre, más alto y esbelto, con el fin de que el sonido de las campanas pueda ser oído por toda la población.» Desechado un primer proyecto, se presenta uno nuevo bajo la dirección del arquitecto diocesano Florencio Ansoleaga que, además incluía «la construcción de una nueva sacristía, un tambor para subir al coro y a la torre y la elevación del campanario y la torre, tal y como proponía el ayuntamiento y se conoce en la actualidad. El crucero y la capilla mayor, se cubren ambos por bóveda de crucería, en estilo neogótico.» El concurso de las obras se celebró en 1904 siendo un caparrosino, Cipriano Ormaechea Insausti, el cantero ejecutor del proyecto que finaliza en 1906.
En 1921, el entonces arquitecto diocesano, José Martínez de Ubago, presenta un informe «sobre la iglesia parroquial de Carcastillo en el que denuncia fallos en las bóvedas que cubren la linterna del crucero, las cubiertas de la sacristía, naves del crucero y ábside, así como en la cúpula de la torre.» Junto al informe se incluye un presupuesto con las obras a realizar que ejecuta Próspero Les en 1922 por 11.900 pesetas.

## Descripción
Conserva una nave dividida en ocho tramos por arcos fajones, con una bóveda de cañón apuntado, a la que se añadiría un amplio crucero entre los años 1863 y 1905; así mismo cuenta con una cabecera poligonal, una torre a los pies y una capilla bautismal; todo ello cubierto por bóvedas de crucería, de acuerdo con el estilo neogótico recreado por el arquitecto Félix Medinabeitia que fuera su artífice. Su portada, emplazada a los pies del edificio, conserva el crismón.

## Retablo
De estilo rococó, hay un retablo dedicado a la patrona, la Virgen del Rosario, elaborado en la segunda mitad del siglo XVIII. En su hornacina central, aparece la talla de la patrona mencionada, con el niño en brazos, "obra romanista del primer cuarto del siglo XVII, con coronas barrocas del XVIII. La imagen pertenece al retablo Manierista, realizado por Juan Jiménez de Alsasua, del cual reclama pagos su viuda, en 1628. La flanquean las imágenes de San Joaquín y Santa Ana, de la época del retablo, pero de policromía moderna, con ropajes movidos y fuerte torsión lateral hacia el centro, para equilibrar la composición".